# Mitsubishi 4A3
Mitsubishi 4A3 — серия рядных четырёхцилиндровых бензиновых двигателей внутреннего сгорания, производящихся Mitsubishi Motors с 1993 года. Впервые двигатель был представлен на шестом поколении Mitsubishi Minica. Его ход поршня составляет 72 мм, как и у Mitsubishi 3G8.
В 1997 году началось производство двигателя объёмом 1,1 л (1094 см3), который впервые был представлен на Mitsubishi Pajero JR, затем с 1999 по 2000 год двигатель устанавливался на Mitsubishi Pistachio.

## 4A30
- Объём — 0,7 л (659 см3)
- Диаметр цилиндра x ход поршня — 60 мм × 58,3 мм
- Тип топлива — неэтилированный бензин[4]

## 4A31
- Объём — 1,1 л (1094 куб. см)
- Диаметр цилиндра x ход поршня — 66 мм × 80 мм
- Тип топлива — неэтилированный бензин